# Seznam vrcholů v Žulovské pahorkatině

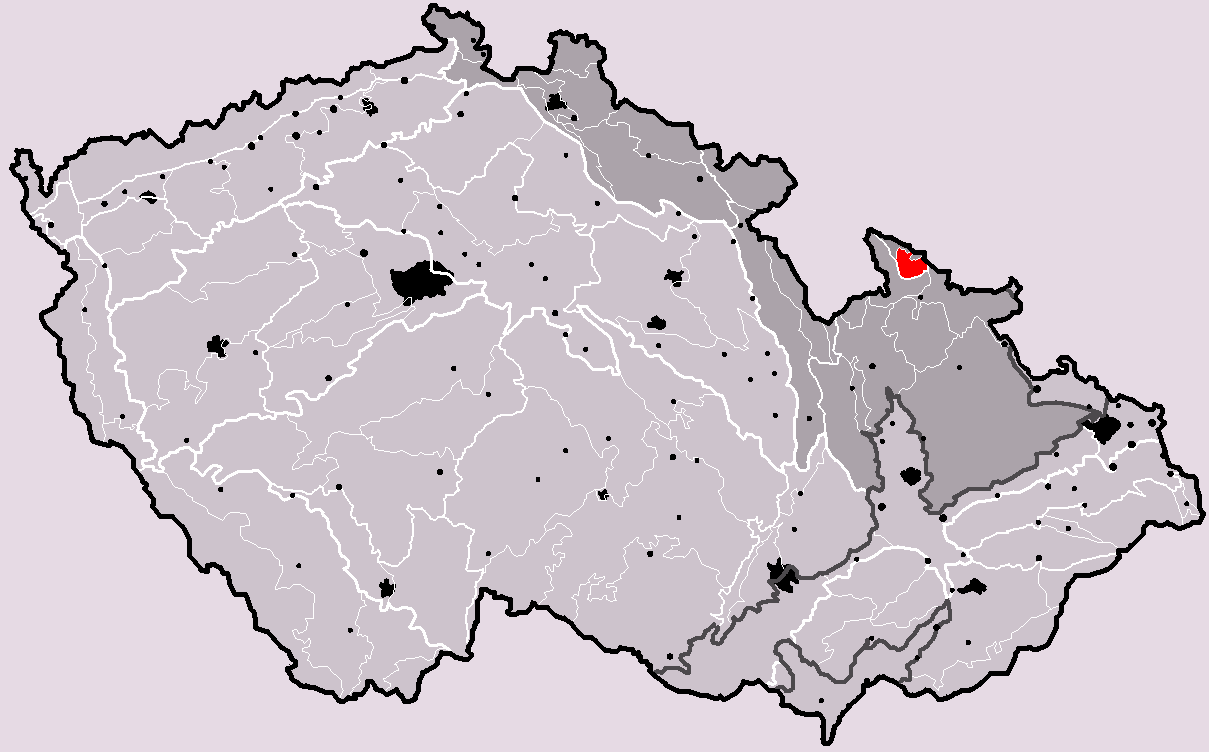
Žulovská pahorkatina na mapě České republiky

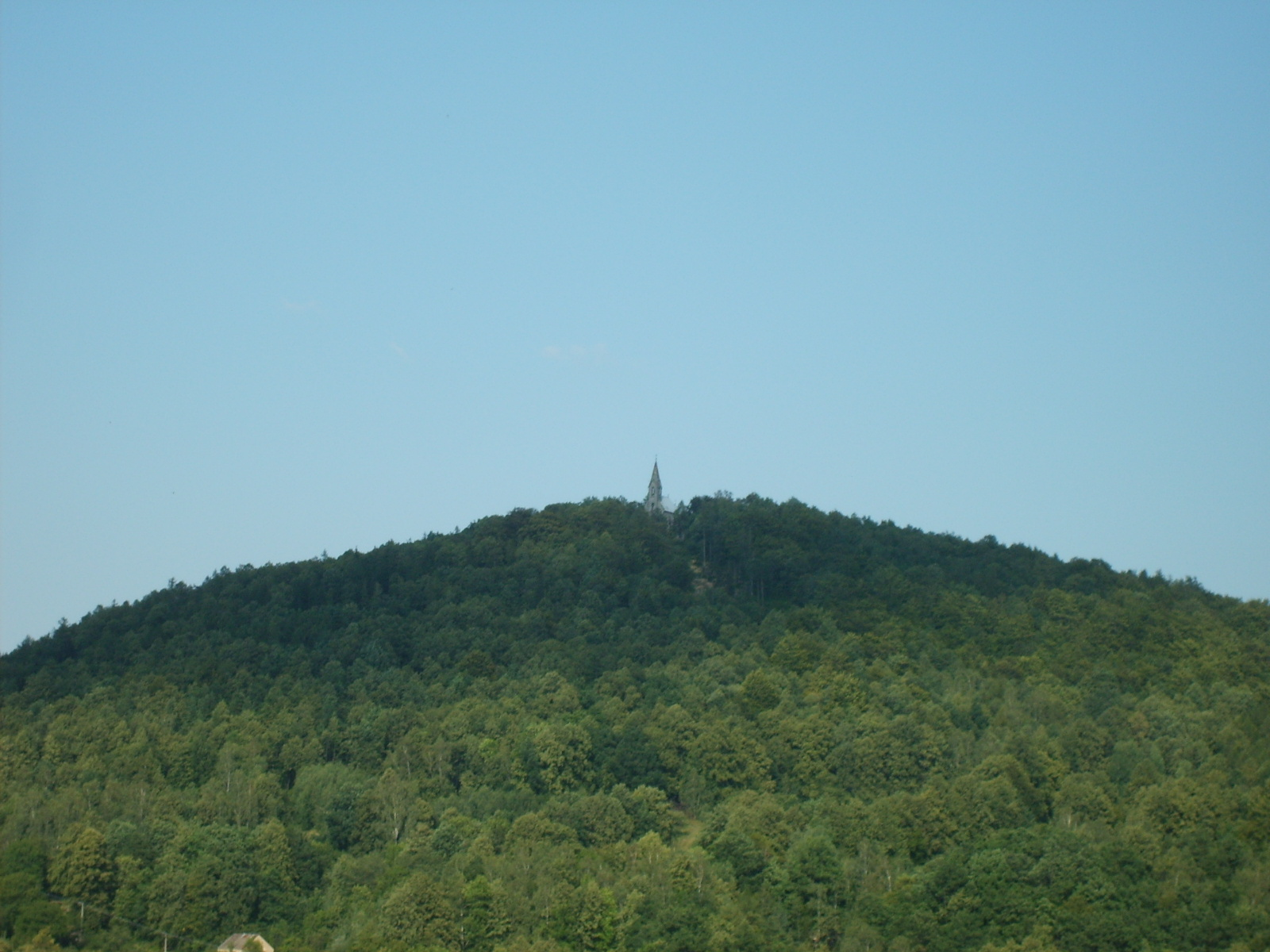
Boží hora (527 m)

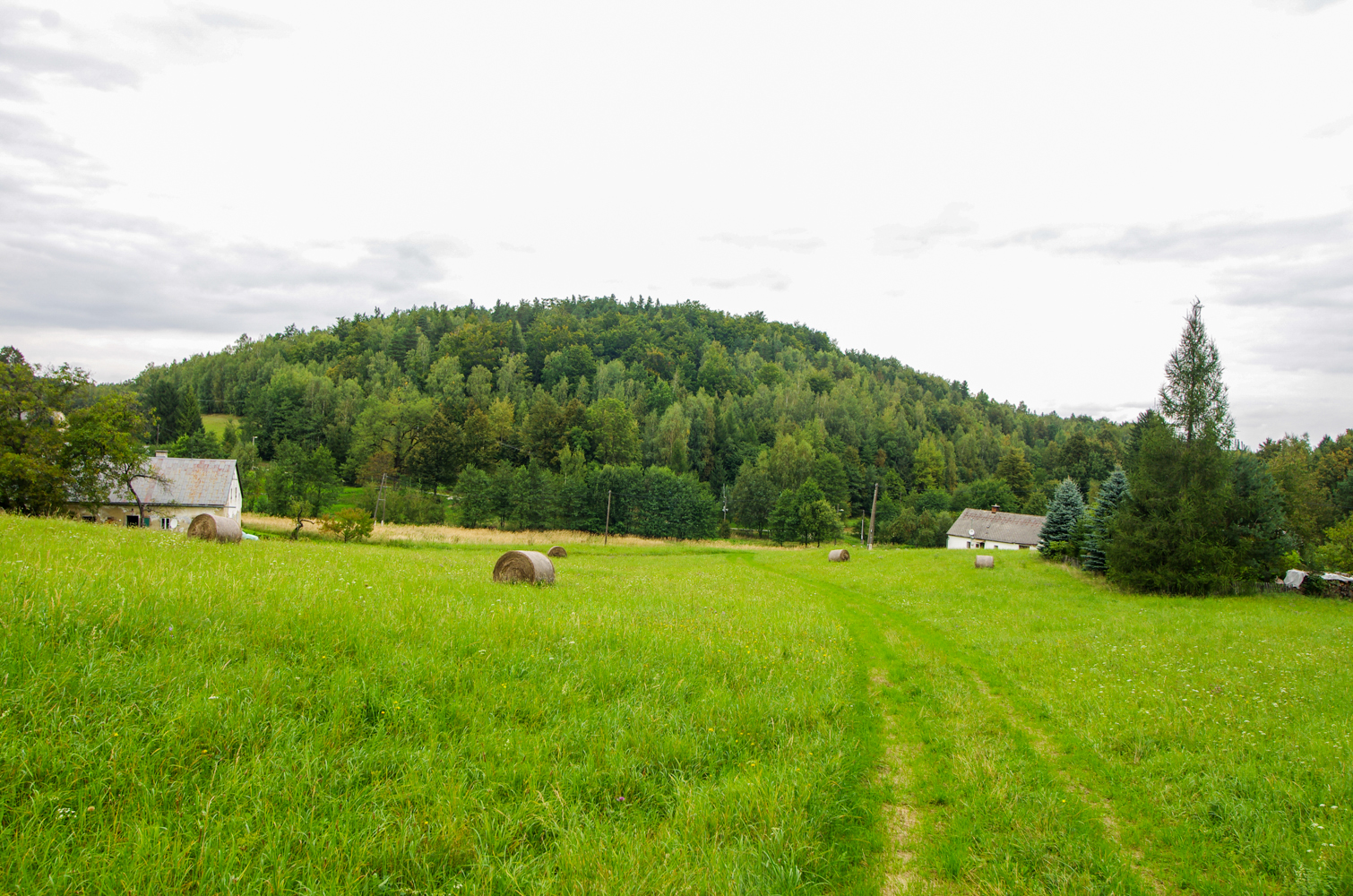
Píšťala (448 m)

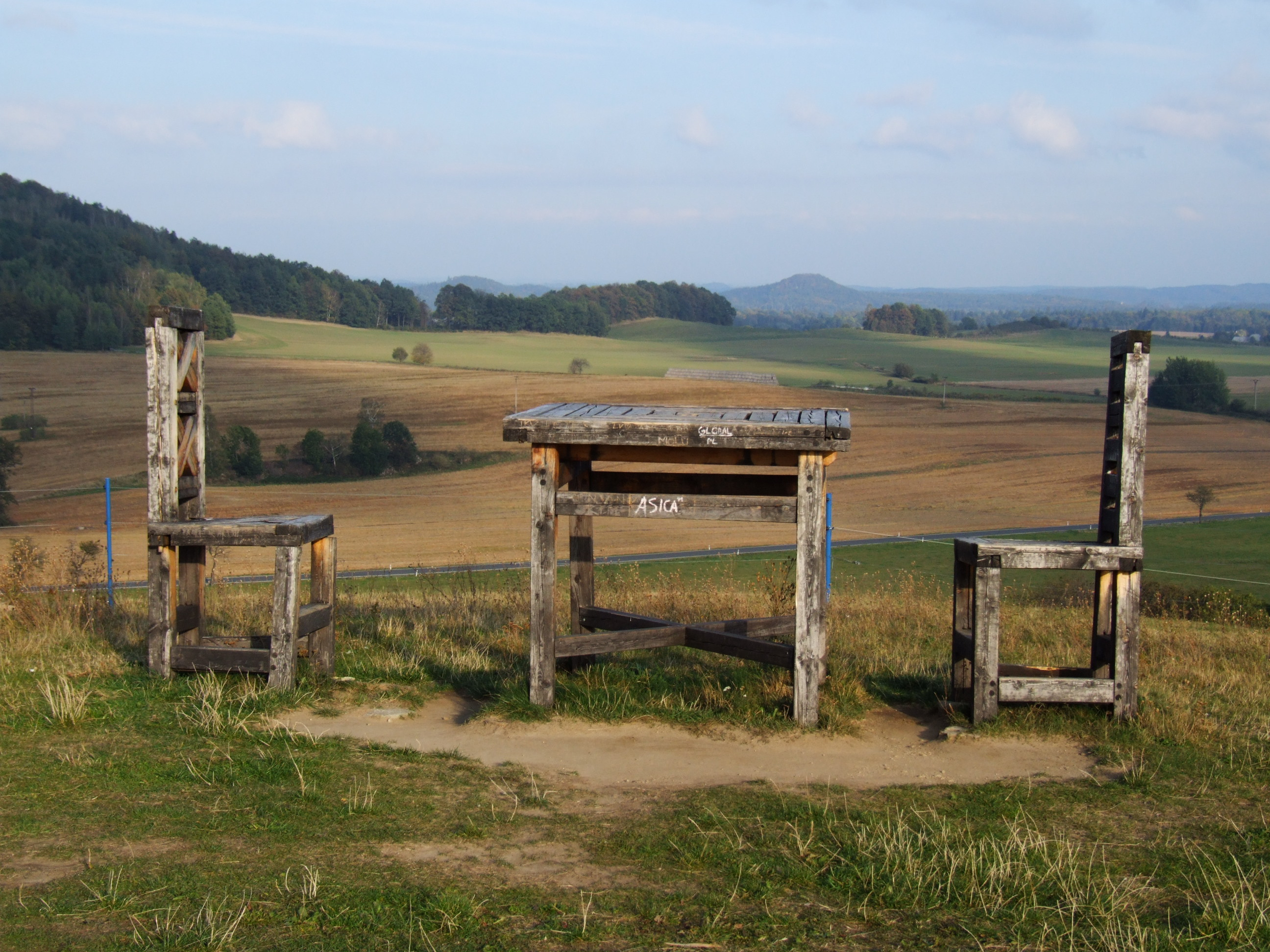
Lánský vrch (423 m)

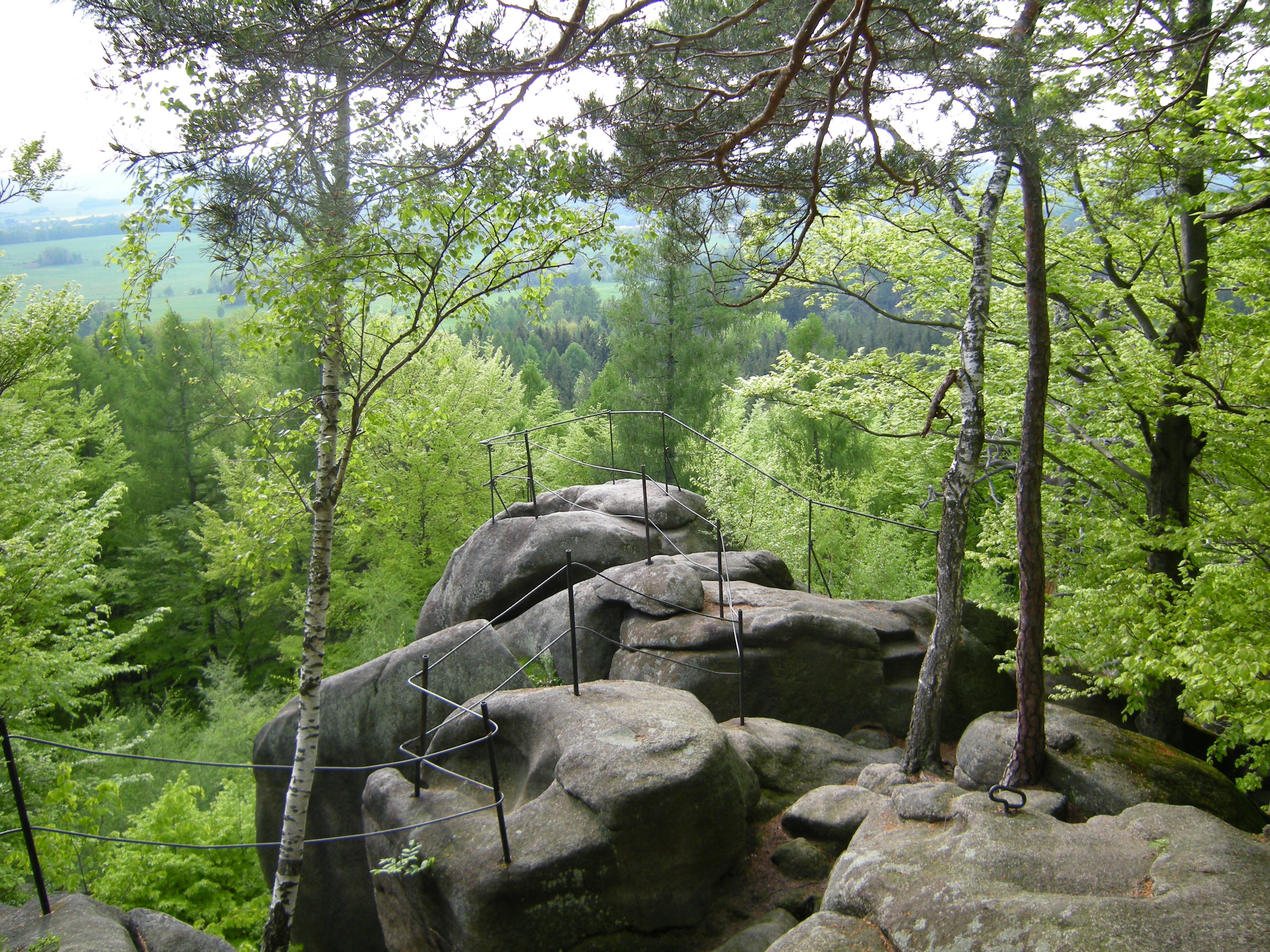
Smolný vrch (404 m)

Seznam vrcholů v Žulovské pahorkatině obsahuje pojmenované vrcholy s nadmořskou výškou nad 400 m a dále všechny vrcholy s prominencí (relativní výškou) nad 40 m. Seznam je založen na údajích dostupných na stránkách Mapy.cz. Jako hranice pohoří byla uvažována hranice stejnojmenného geomorfologického celku.

## Seznam vrcholů podle výšky
Seznam vrcholů podle výšky obsahuje všechny pojmenované vrcholy s nadmořskou výškou nad 400 m plus všechny vrcholy s prominencí nad 40 m. Celkem jich je 12. Nejvyšší je Boží hora (527 m), která se nachází v geomorfologickém okrsku Černovodská pahorkatina, stejně jako dalších 9 hor. Jen 2 hory se nacházejí v okrsku Tomíkovická pahorkatina v západní části pohoří.
| #   | Vrchol       | Výška m n. m. | Promi- nence | Izolace (km)         | Souřadnice                       | Okrsek      | Přístup                   |
| --- | ------------ | ------------- | ------------ | -------------------- | -------------------------------- | ----------- | ------------------------- |
| 1.  | Boží hora    | 527           | 130          | 3,0 → Studniční vrch | 50°18′37″ s. š., 17°06′42″ v. d. | Černovodská | modrá turistická značka   |
| 2.  | Vycpálek     | 500           | 43           | 0,7 → Studniční vrch | 50°17′29″ s. š., 17°07′20″ v. d. | Černovodská | neznačeno                 |
| 3.  | Borový vrch  | 487           | 45           | 0,4 → Boží hora      | 50°18′54″ s. š., 17°06′49″ v. d. | Černovodská | neznačeno                 |
| 4.  | Kaní hora    | 476           | 96           | 3,1 → Borový vrch    | 50°20′05″ s. š., 17°04′51″ v. d. | Tomíkovická | neznačeno                 |
| 5.  | Hadí vrch    | 474           | 42           | 0,6 → Studený        | 50°17′49″ s. š., 17°05′09″ v. d. | Černovodská | neznačeno                 |
| 6.  | Boží hora JV | 464           | 45           | 0,6 → Boží hora      | 50°18′20″ s. š., 17°07′30″ v. d. | Černovodská | neznačeno                 |
| 7.  | Píšťala      | 448           | 45           | 0,5 → Vycpálek       | 50°17′38″ s. š., 17°08′17″ v. d. | Černovodská | neznačeno                 |
| 8.  | Hradisko     | 437           | 30           | 0,7 → Studniční vrch | 50°17′43″ s. š., 17°09′08″ v. d. | Černovodská | červená turistická značka |
| 9.  | Bukový vrch  | 424           | 66           | 1,3 → Hradisko       | 50°18′11″ s. š., 17°09′57″ v. d. | Černovodská | neznačeno                 |
| 10. | Lánský vrch  | 423           | 47           | 0,9 → Kaní hora      | 50°19′35″ s. š., 17°04′18″ v. d. | Tomíkovická | neznačeno                 |
| 11. | Smolný vrch  | 404           | 79           | 2,6 → Borový vrch    | 50°20′07″ s. š., 17°08′53″ v. d. | Černovodská | zelená turistická značka  |
| 12. | Jahodník     | 379           | 58           | 0,9 → Smolný vrch    | 50°20′32″ s. š., 17°08′30″ v. d. | Černovodská | neznačeno                 |

## Seznam vrcholů podle prominence
Seznam vrcholů podle prominence obsahuje všechny vrcholy Žulovské pahorkatiny s prominencí (relativní výškou) nad 100 m bez ohledu na nadmořskou výšku. Takovou prominenci má jenom Boží hora, nejvyšší vrchol pohoří.
| #  | Vrchol    | Výška m n. m. | Promi- nence | Izolace (km)         | Souřadnice                       | Okrsek      | Přístup                 |
| -- | --------- | ------------- | ------------ | -------------------- | -------------------------------- | ----------- | ----------------------- |
| 1. | Boží hora | 527           | 130          | 3,0 → Studniční vrch | 50°18′37″ s. š., 17°06′42″ v. d. | Černovodská | modrá turistická značka |